# Secret Collection 〜GREEN〜
『Secret Collection 〜GREEN〜』（シークレット・コレクション・グリーン）は、西野カナのコンピレーション・アルバム。アナザーサイドオブベストアルバム。2015年11月18日にSME Recordsから、『Secret Collection 〜RED〜』とともに2枚同日発売された。

## 概要
2013年発売の『Love Collection 〜pink〜／〜mint〜』から、約2年2ヶ月振りにリリースされたベストアルバム。シングル表題曲が一切収録されておらず、公式ホームページでは「アナザーサイドオブベストアルバム」として紹介されている。
初回生産限定盤と通常盤の2形態のリリースで、初回生産限定盤はスペシャルオリジナルジャケット＆三方背BOX仕様、スペシャルグッズ抽選応募ハガキ封入の他、2014年10月に開催された自身初のハロウィンライブ「Halloween Collection」のダイジェストDVDおよび、オフィシャルフォトブック付き。なお、初回生産限定盤に限っては現在、入手困難となっている。
本作品は、2015年までに発売されたシングルのカップリング曲から11曲と、アルバムのオリジナル曲から2曲、そして新録曲が2曲収録されている。
タイトルには、前作のベストアルバム『Love Collection 〜pink〜／〜mint〜』の“pink”と“mint”の2色を「さらに深く掘り下げる」という意味が込められている。

## 収録曲

### DISC 1：CD【全形態共通】
1. No.1 [4:12]
作詞：Kana Nishino / 作曲：KENTZ、LISA DESMOND、MARIA MARCUS / 編曲：KENTZ
  - 新録曲
  - アルバムリード曲
  - 日本テレビ系土曜ドラマ『掟上今日子の備忘録』主題歌
  - 北海道日本ハムファイターズ・中島卓也選手登場曲（2016年）[4]
  - プラチナ認定（シングルトラック、日本レコード協会）[5]
2. Never Know [3:49]
作詞：Kana Nishino / 作曲：MATS LIE SKARE、LISA DESMOND / 編曲：MATS LIE SKARE
  - 25thシングル「好き」のカップリング
3. Brand New Me [3:37]
作詞：Kana Nishino / 作曲：SKY BEATZ、FAST LANE、LISA DESMOND
  - 22ndシングル「さよなら」のカップリング曲
4. This Is How We Do It [3:24]
作詞：Kana Nishino / 作曲：Koudai Iwatsubo,、Seiji Iwasaki / 編曲：Koudai Iwatsubo
  - 新録曲
5. GIRLS GIRLS [3:23]
作詞：Kana Nishino、DJ Mass（VIVID Neon*）、Olivia Burrell / 作曲：DJ Mass（VIVID Neon*）、Toshihiro Takita、Olivia Burrell、Takashi Yamaguchi / 編曲：VIVID Neon*、Takashi Yamaguchi
  - 12thシングル「君って」のカップリング曲
  - 「ViVi増刊SHIBUYA 109BOOK Vol.2」イメージソング
6. LOVE IS BLIND [3:56]
作詞：Kana Nishino / 作曲・編曲：HIRO(Digz,inc)
  - 10thシングル「会いたくて 会いたくて」のカップリング曲
  - AEON「2010 Yukata & Mizugi キャンペーン」CMソング
7. ONE WAY LOVE [4:06]
作詞：Kana Nishino / 作曲・編曲：HIRO(Digz,inc)
  - 9thシングル「Best Friend」のカップリング曲
8. My Baby [4:11]
作詞：Kana Nishino / 作曲：SKY BEATZ、FAST LANE、LISA DESMOND
  - 16thシングル「SAKURA, I love you?」のカップリング曲
9. このままで [4:16]
作詞：Kana Nishino / 作曲：Saeki youthK / 編曲：Kotaro Egami (SUPA LOVE)
  - 2ndアルバム『to LOVE』収録曲
  - 九州朝日放送 (KBC) 「第14回KBC水と緑のキャンペーン」テーマソング
10. Secret [3:54]
作詞：Kana Nishino、DJ Mass (VIVID Neon*)、ENVIE / 作曲：DJ Mass (VIVID Neon*)、Hiroshi Yoshida、HIRO:N / 編曲：VIVID Neon*
  - 15thシングル「たとえ どんなに…」のカップリング曲
11. Abracadabra [4:14]
作詞：Kana Nishino、DJ Mass (VIVID Neon*) / 作曲：DJ Mass (VIVID Neon*)、Kyoko Osako、etsuco、Toshihiro Takita / 編曲：VIVID Neon*、Kyoko Osako、Toshihiro Takita、ENVIE
  - 5thアルバム『with LOVE』収録曲
12. Shut Up [3:04]
作詞：Kana Nishino / 作曲：Chris Meyer、TAKAROT、Yuka Otsuki / 編曲：TAKAROT
  - 26thシングル「もしも運命の人がいるのなら」のカップリング曲
13. LOVE & JOY [3:08]
作詞：Kana Nishino / 作曲：SHIKATA、KAY / 編曲：C.E.M
  - 24thシングル「Darling」のカップリング曲
  - ロート製薬「極水」CMソング
14. 25 [3:24]
作詞：Kana Nishino / 作曲：Kentaro(Andersons)、Dominika(Andersons) / 編曲：Andersons、Masayuki Miyamoto、Takashi Yamaguchi、Shoko Mochiyama
  - 23rdシングル「We Don't Stop」のカップリング曲
15. Thinking of you [4:39]
作詞：Kana Nishino / 作曲：WolfJunk、mayula / 編曲：WolfJunk
  - 14thシングル「Esperanza」のカップリング曲

### DISC 2：DVD【初回生産限定盤のみ】
「Halloween Collection」-Digest-
2014.10.26 & 10.27 at 東京国際フォーラム ホールA
1. This Is Halloween
2. GIRLS GIRLS
3. Darling
4. Rainbow
5. We Are Never Ever Getting Back Together
6. candy
7. Sweet Dreams